# Centro storico di Benevento

## Piazza Duomo e piazza Orsini

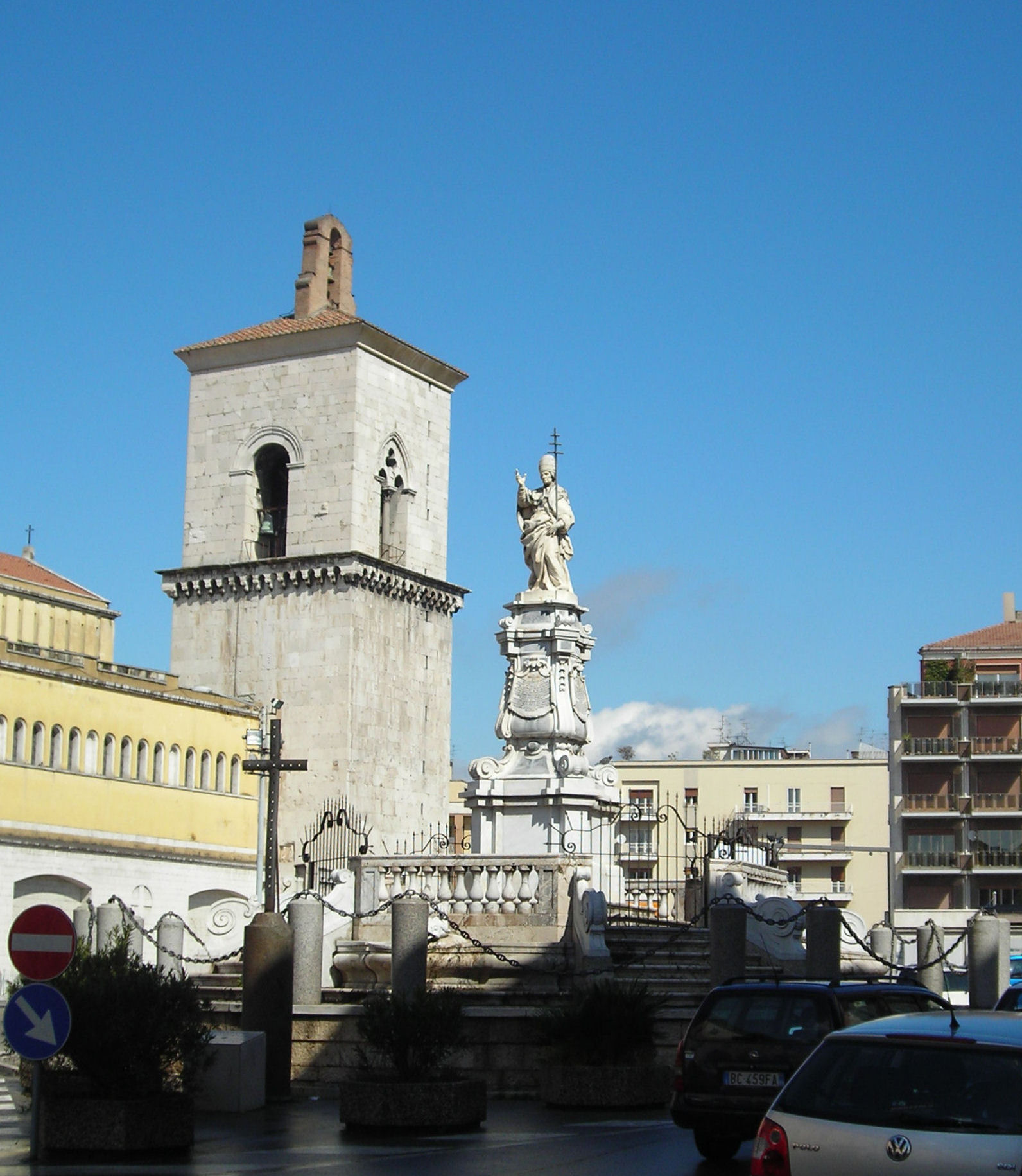
La fontana a papa Orsini e il campanile del duomo

La piazza di fronte al monumentale duomo era fino a qualche anno fa meta di molti turisti, e fino alla fine degli anni settanta vi era il posteggio delle carrozzelle turistiche con i cavalli. Fino agli anni sessanta era inoltre la stazione principale delle vetture pubbliche.
Prima del XII secolo vi si ergeva un rinomato atrio detto "Paradiso" decorato da molti tumuli di principi longobardi, ma il cardinale arcivescovo Ruggiero, verso la fine dello stesso secolo, o al principio del secolo seguente, lo fece diroccare, e con le lapidi sepolcrali ordinò di rivestire la facciata del duomo.
Al posto dell'atrio fu lasciato un discreto spazio, circondato da un basso muro con cornice di pietra, decorato da statuette, e tutt'intorno dei sedili ugualmente di pietra, mentre all'ingresso del recinto si collocavano due figure di leoni. In un angolo poi si ergeva, accanto ad una fossa funeraria, un obelisco dell'antichissimo tempio di Iside, coperto da geroglifici, con una palla di bronzo ed una croce al vertice, dedicato alla Vergine. Obelisco, sedili e muro nel 1867 furono tolti per allargare la piazza e dar posto ad un parapetto poco estetico, distrutto dagli eventi bellici del 1943.
La piazza oggi è recintata per lavori di risistemazione, che a causa di proteste procedono a rilento. Il 27 gennaio 2006 la giunta comunale ha varato il progetto esecutivo del primo lotto di lavori, che rientrano nell'ambito dell'accordo di programma Infrastrutture per i sistemi urbani.
La riqualificazione della piazza avrà come punti fondamentali: la risistemazione del sagrato della Cattedrale, la realizzazione di un Museo d'arte contemporanea  e della piazza coperta, l'allestimento di una galleria commerciale.
Quasi contigua a piazza Duomo è  piazza Orsini, sulla sinistra della cattedrale, adibita a parcheggio. Al suo ingresso meridionale presenta una fontana a Papa Orsini; vi si trova il palazzo arcivescovile, contiguo al duomo, e i resti della basilica di San Bartolomeo edificata nel 1112.
Come ricorda una lapide sul palazzo arcivescovile, il 13 febbraio 1799 in questa piazza fu allestito dai francesi l'Albero della Libertà, che però, dopo i successivi eventi politici, fu incendiato (24 maggio 1799) e sostituito con una croce da Gaspare del Bufalo.

## Corso Garibaldi

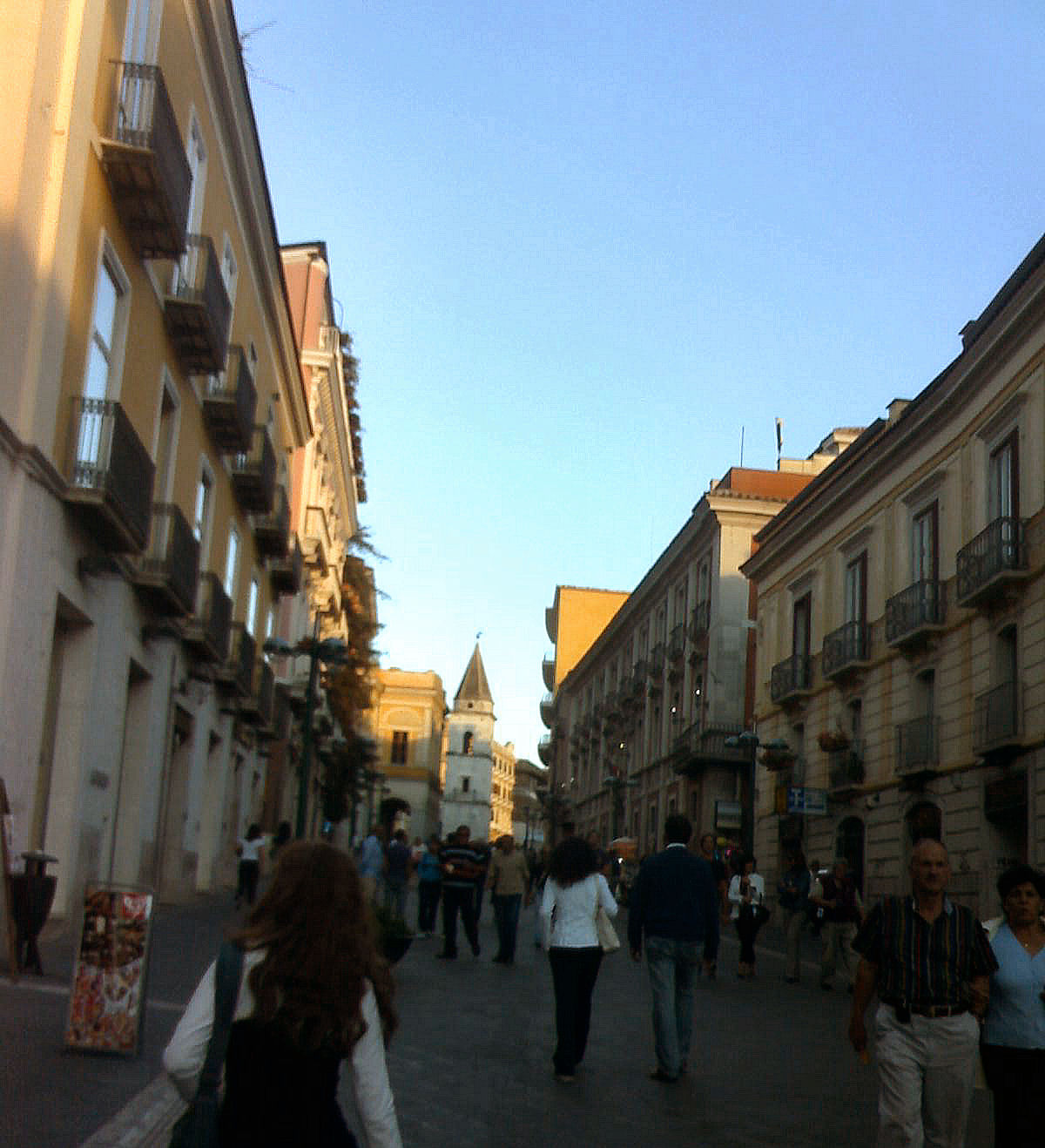
Corso Garibaldi (in fondo, il campanile della chiesa di Santa Sofia)

In origine chiamato  via Magistrale, il corso ricevette il nome attuale in riconoscenza all'eroe dei due mondi per la costituzione della nuova provincia di Benevento. Compie un percorso in salita da  piazza Cardinale Pacca a  piazza Castello, ed è l'asse del centro storico: risalendolo vi si incontrano il duomo,  palazzo Paolo V fronteggiato da  piazza Papiniano con l'obelisco egizio del tempio di Iside, piazza Roma con di fronte via Traiano che conduce all'arco di Traiano, palazzo Mosti sede del Comune, la basilica di San Bartolomeo, il Teatro Comunale Vittorio Emanuele, palazzo Terragnoli sede della biblioteca, la chiesa di Santa Sofia in piazza Matteotti, il palazzo del Governo ed infine la Rocca dei Rettori.

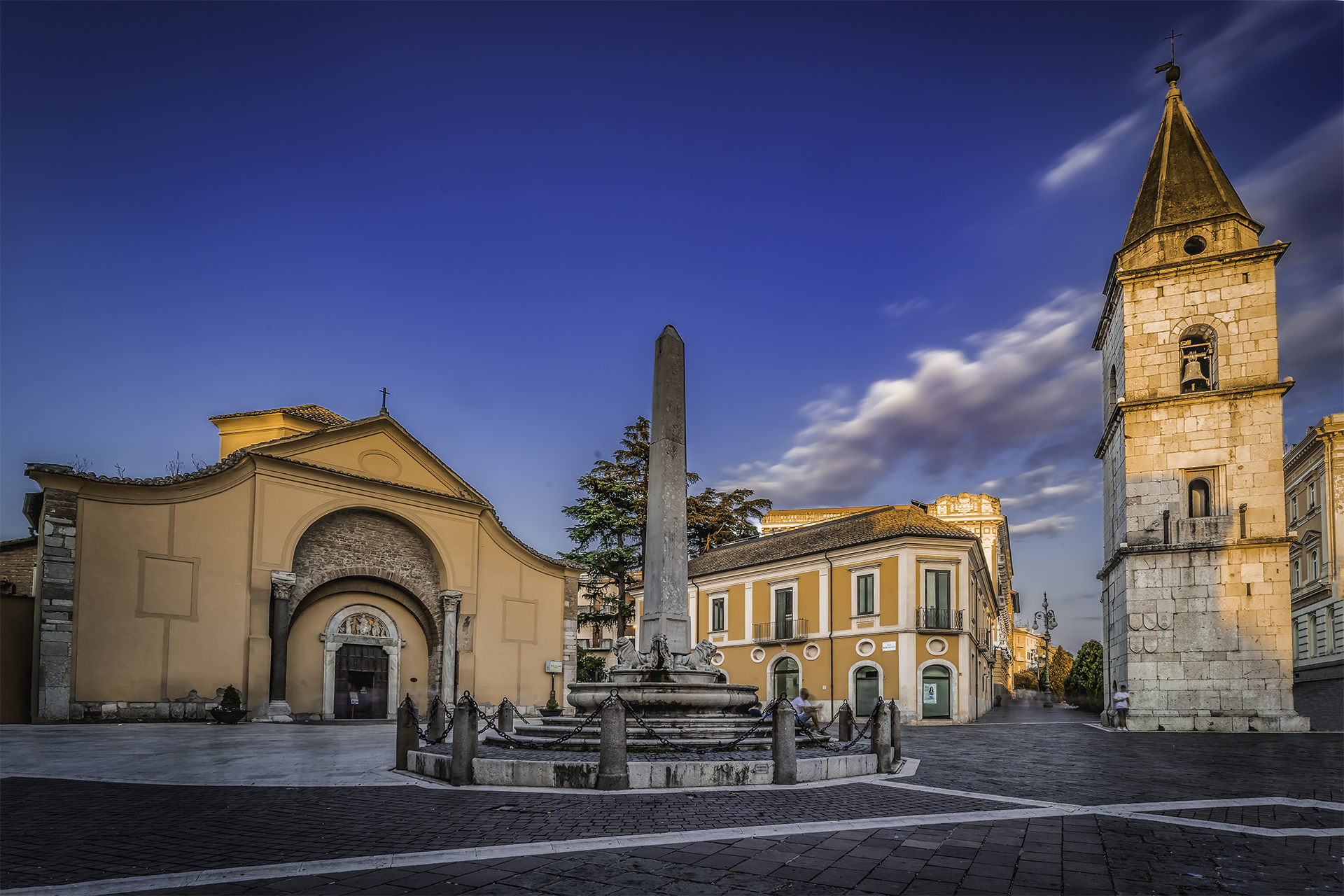
Chiesa di Santa Sofia e campanile

Su ambo i lati confluiscono nel corso numerosi suggestivi vicoli storici in uno dei quali, nel segreto del ghetto ebraico, si cela l'Hortus Conclusus di Mimmo Paladino.
Il tratto più basso del Corso ricalca il decumano principale dell'assetto urbano ippodameo risalente all'età di Augusto, mentre i vicoli trasversali altro non sono che i cardines. Vi erano altri due decumani paralleli: uno corrisponde a  via Annunziata, situata sulla destra del Corso se si guarda verso la Rocca, mentre l'altro, sulla sinistra, non è più riconoscibile.
A partire dal 4 ottobre 2004, il Corso è stato risistemato dalla ditta Romano di Gricignano d'Aversa, su progetto del prof. Nicola Pagliara. La risistemazione si è basata su quattro importanti interventi: la predisposizione dei sottoservizi per futuri allacciamenti (rete elettrica, gas, acqua, telefonia); la sostituzione della vecchia rete idrica; l'installazione della nuova pubblica illuminazione; la ripavimentazione della strada e dei marciapiedi con pietre naturali e lastre in pietra vulcanica. Tratti della pavimentazione, scura, sono percorsi da una striscia bianca sinusoidale, a suggerire l'idea di un serpente o di un dragone, la cui testa stilizzata si trova all'altezza di Piazza Orsini. Durante questi lavori sono state rinvenute numerose fondazioni di antiche costruzioni. L'ultimo tratto ripavimentato fu aperto il 15 febbraio 2006; attualmente il Corso è chiuso al traffico veicolare. L'opera rientra nel progetto integrato Benevento: il futuro nella storia.

## Rione Triggio

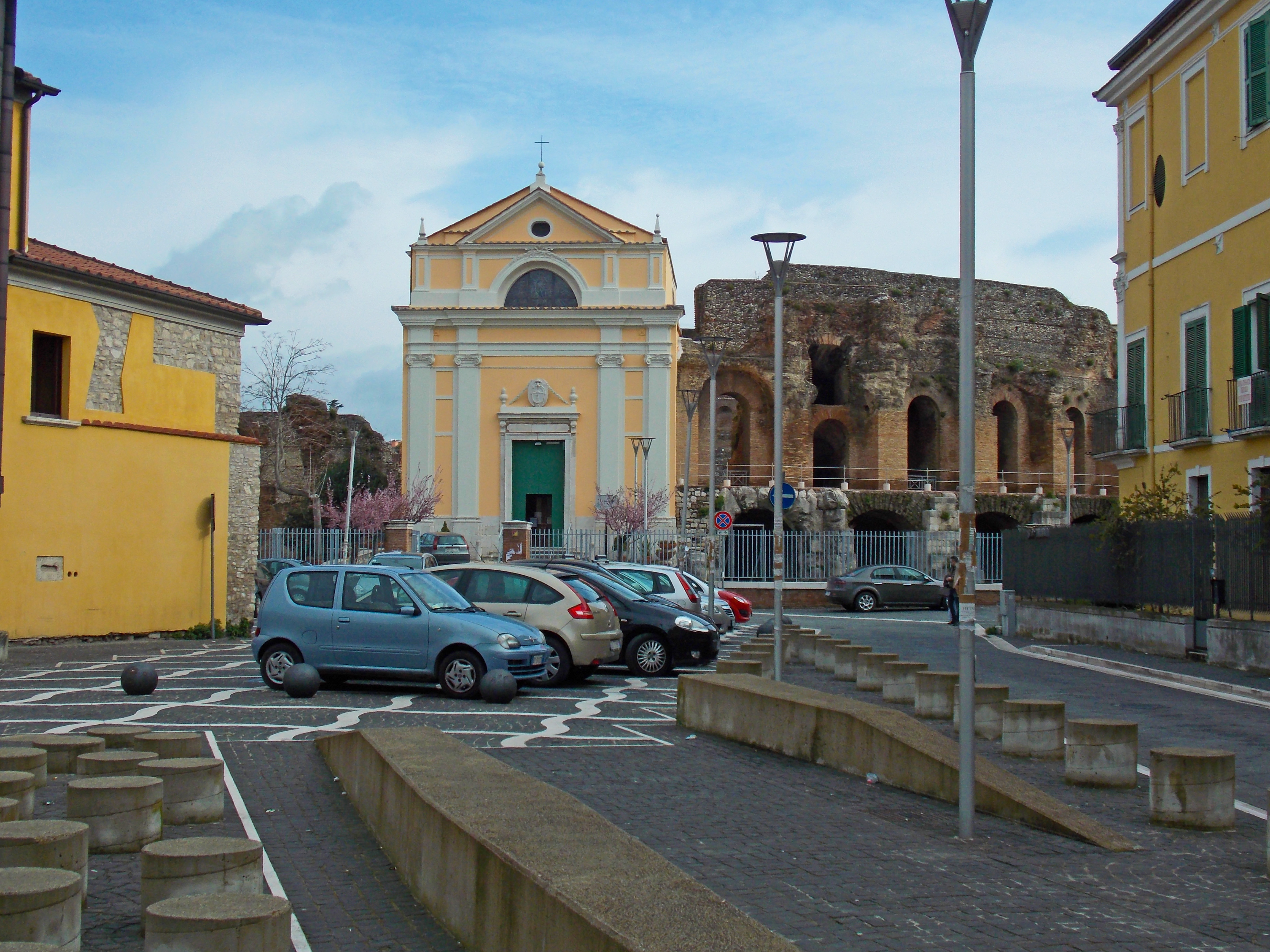
Piazza Ponzio Telesino con il Teatro Romano e la Chiesa di Santa Maria della Verità

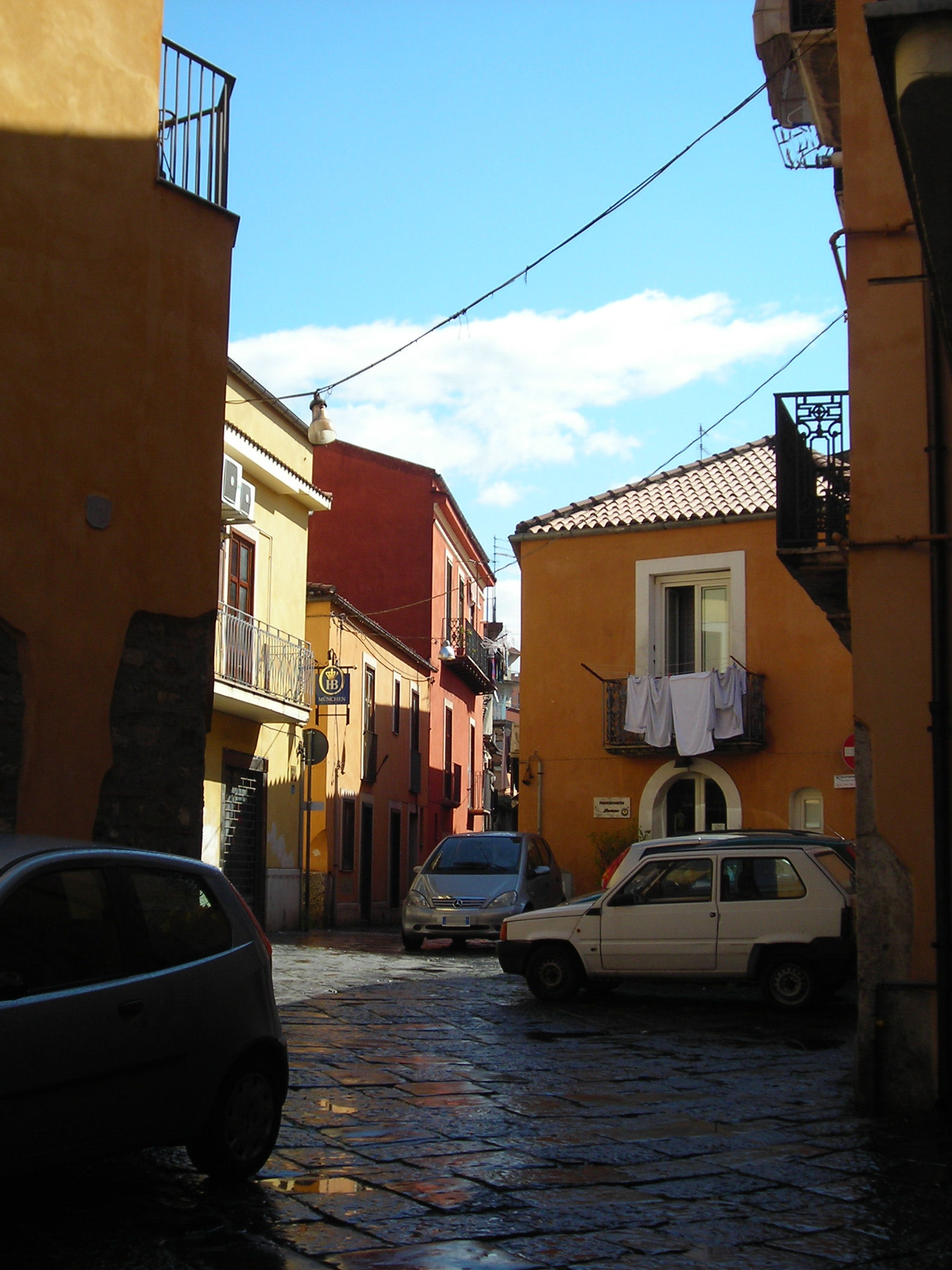
Largo Carlo Torre

Il Triggio (dal latino trivium) è il quartiere compreso tra le mura longobarde di via Torre della Catena (che si aprono in Port'Arsa), Piazza Cardinale Pacca (o Piazza Santa Maria) e il Duomo. Era il cuore della cosiddetta città nuova longobarda.
La zona tradizionalmente era piuttosto malsana (secondo un vecchio detto Chi passa p' 'u Triggio e nunn è criticato, è triggiaiole o stanno 'ncarcerate o stanno malate).
Un massiccio risanamento di buona parte del rione si ebbe nel 1888-1889 ad opera del sindaco Giovanni Bosco Lucarelli, al quale fu intitolata anche una strada del rione. La spesa complessiva per fognatura, per lastricato ecc. ammontò a 65.149,32 lire. Ultimati i lavori dall'appaltatore Giovanni Imperlino, nel novembre del 1889 vennero collaudati dall'ing. Paolo De Lucia.
Il Triggio conserva buona parte della sua topografia medievale, fatta di stretti vicoli intricati sui quali si affacciano vecchi edifici. Dal duomo si accede al quartiere tramite l'arco del Sacramento, massiccia porta in mattoni dell'epoca post-traianea, affiancata da un'area archeologica in via di sistemazione. Da qui, sulla destra, parte via San Filippo, che conduce alle spalle di piazza Santa Maria; tra i vicoli si trova la casa di San Gennaro, mentre in fondo alla via è la chiesa barocca di San Filippo con il suo convento.
Via Carlo Torre, invece, discende fino all'omonimo largo, posto sulla strada principale del rione. Questa, proseguendo a sinistra, conduce ai vicoli più suggestivi del rione: via Angelo Catone e la Calata Olivella, che riporta dietro al palazzo arcivescovile. Sono vicoli entrambi molto stretti, delimitati da antichi muri e case. Ad est rimangono pochissimi resti della longobarda chiesa di San Modesto, distrutta dal conflitto mondiale.
Verso destra invece, oltre la Facoltà di Scienze dell'università, si trova la piazza Caio Ponzio Telesino, dove si affaccia il Teatro romano, con la chiesa di Santa Maria della Verità costruita sulle sue rovine. La piazza, appena ripavimentata, comunica con via Torre della Catena tramite un ampio varco nelle mura.
Al nord del Teatro Romano è precisamente fra Piazza Manfredi Di Svevia e via Degli Orti, si trova una piazzetta, realizzata dall'amministrazione comunale è terminata l'11 giugno del 2010, chiamata "Largo Manfredi di Svevia". La realizzazione della piazzetta, riqualifica un'area di notevole interesse storico, che era abbandonata da molti anni.
Oltre, la strada conduce verso Port'Arsa: questa zona presenta costruzioni recenti e vaste aree non edificate.

## Rione Fravola

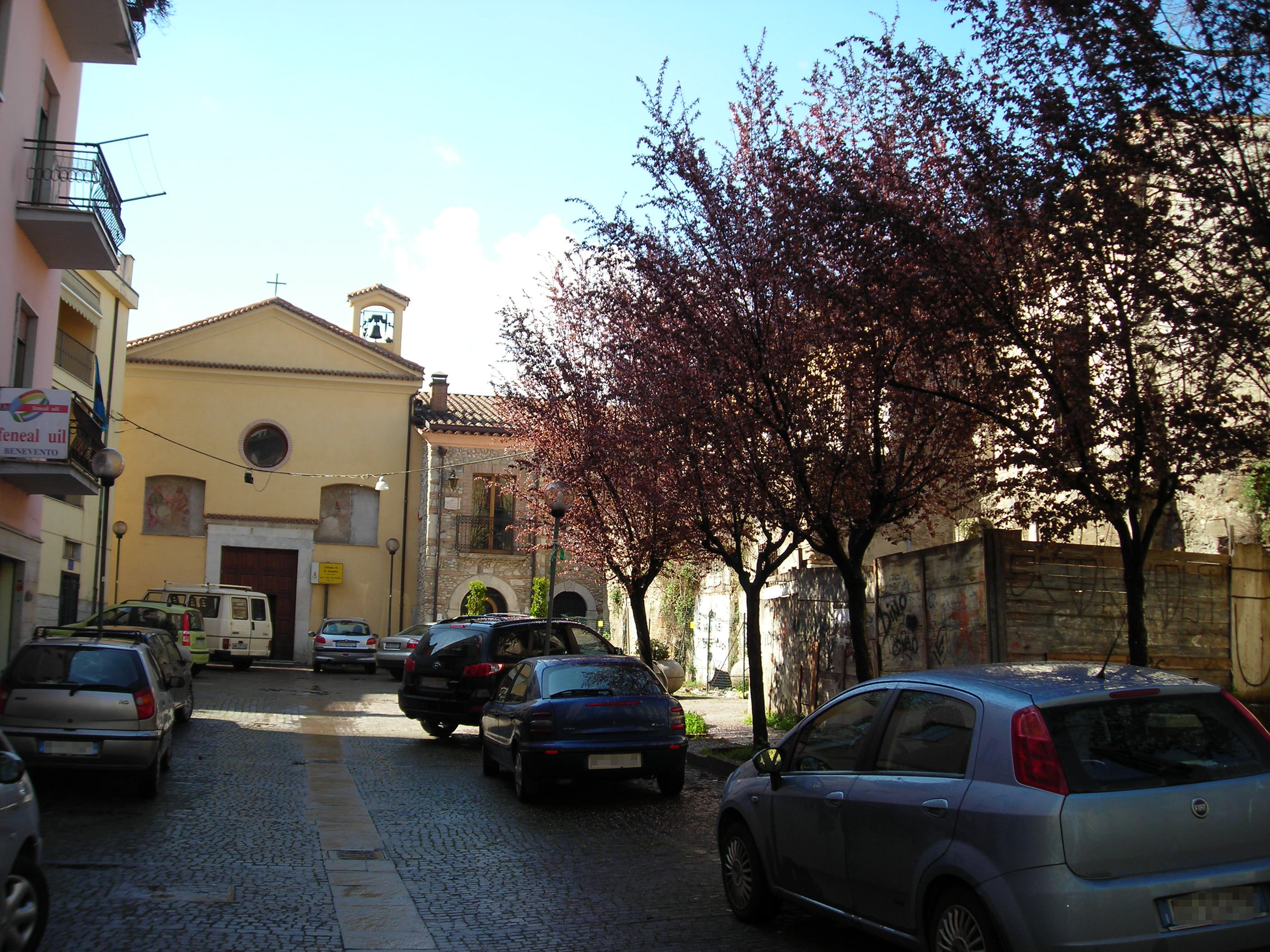
Piazza San Donato

Il Rione Fravola, o Fragola (come viene chiamata nel gergo dialettale), contiguo al Triggio, è la zona fra Piazza Santa Maria e la sponda meridionale del Calore. Il nome del rione deriva da un'antica e nobile famiglia beneventana estinta da secoli. È attraversato da Corso Dante, su cui si affaccia la suddetta piazza. L'aspetto attuale del rione è moderno, in quanto esso fu in buona parte distrutto dagli eventi della seconda guerra mondiale. Sorse sul complesso delle Terme Commodiane, che sembra occupassero tutta la zona da Piazza Santa Maria (a destra della quale, in fondo, fu scoperto anche un calidarium) a via Posillipo, sul lungocalore. Su quest'ultima sfocia il Vico Bagni, alle due estremità del quale sono ancora visibili i resti delle terme, confusi tra gli edifici sopra costruiti.
Una parte del rione, alle spalle della Collegiata e della chiesa di San Filippo fino a Corso Dante, ha preservato i suoi antichi vicoli, sui quali si affacciano vecchie case architettate con cura, costruite l'una a ridosso dell'altra. Qui si trova la chiesa di San Donato, indietreggiata nell'omonima piazzetta affacciata sul Corso.

## Trescene

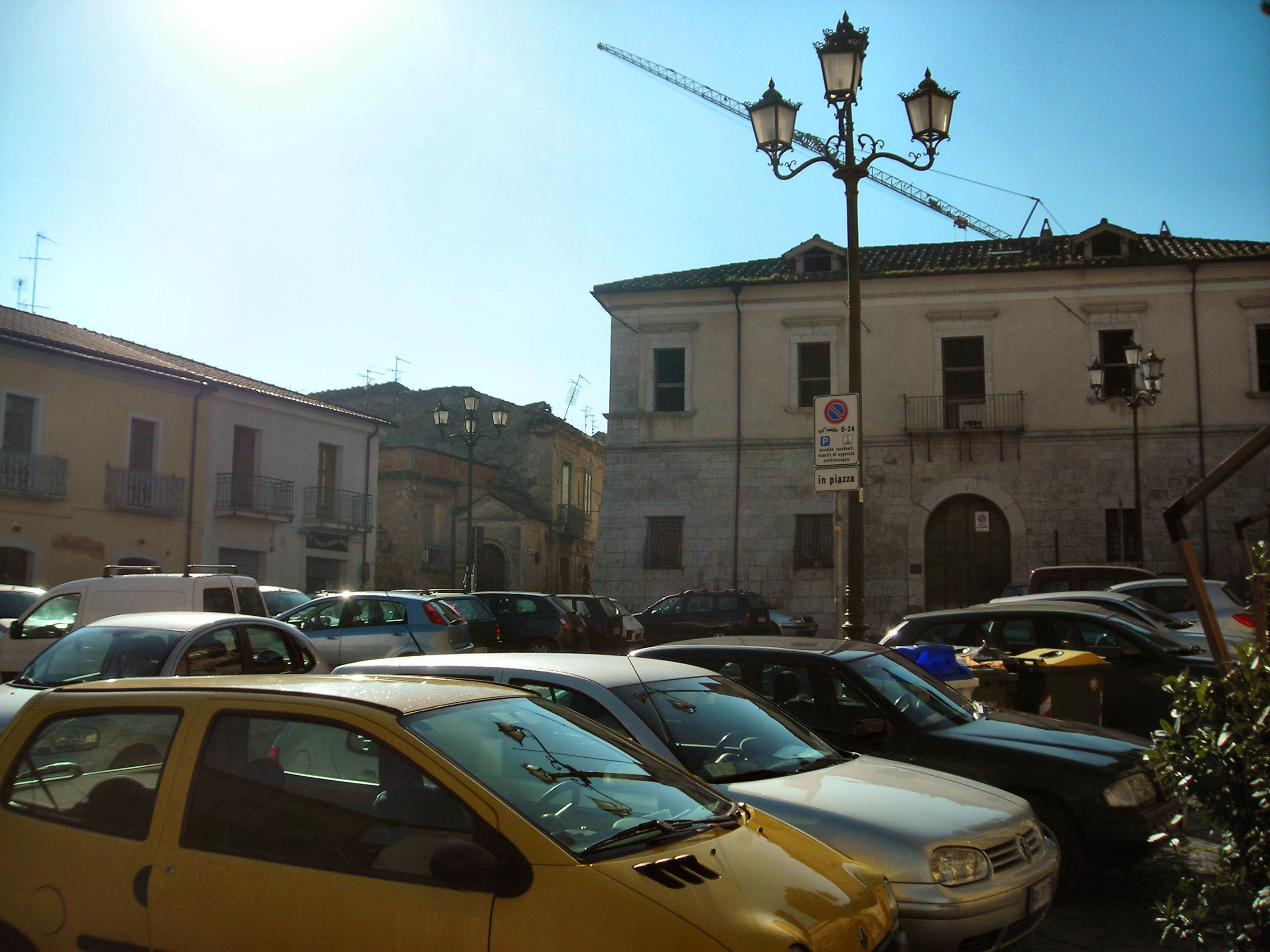
Piazza Piano di Corte

Il rione, posto verso l'estremo nordorientale del centro storico, tra l'Arco di Traiano, Corso Garibaldi e Viale dei Rettori, è tra quelli che meglio rendono l'immagine della Benevento medievale, con le sue caratteristiche stradette, vicoli (strictulae) di collegamento fra le mura, ornate da frammenti e reperti di origine romana. Nel cuore del rione c'è la chiesa di Sant'Agostino; risalendolo si arriva a Piazza Piano di Corte.
Il nome della piazza è dovuto al fatto che da queste parti, anche se non si conosce la collocazione precisa, sorgeva la Sacratissima corte dei principi longobardi o Sacrum Palatium; in molti documenti medievali è chiamato anche de plano Curiae, sede della curia ducis longobarda. Il palazzo servì, forse, dapprima alla Curia nell'epoca romana, quindi venne abitato dai duchi e dai principi longobardi. Nel febbraio del 1241 fu distrutto dalle truppe sveve, che compirono molte altre devastazioni. Ricostruito, fu utilizzato dai rettori della città fino al 1450. In esso dimorarono non pochi pontefici quando dovevano recarsi a Benevento.

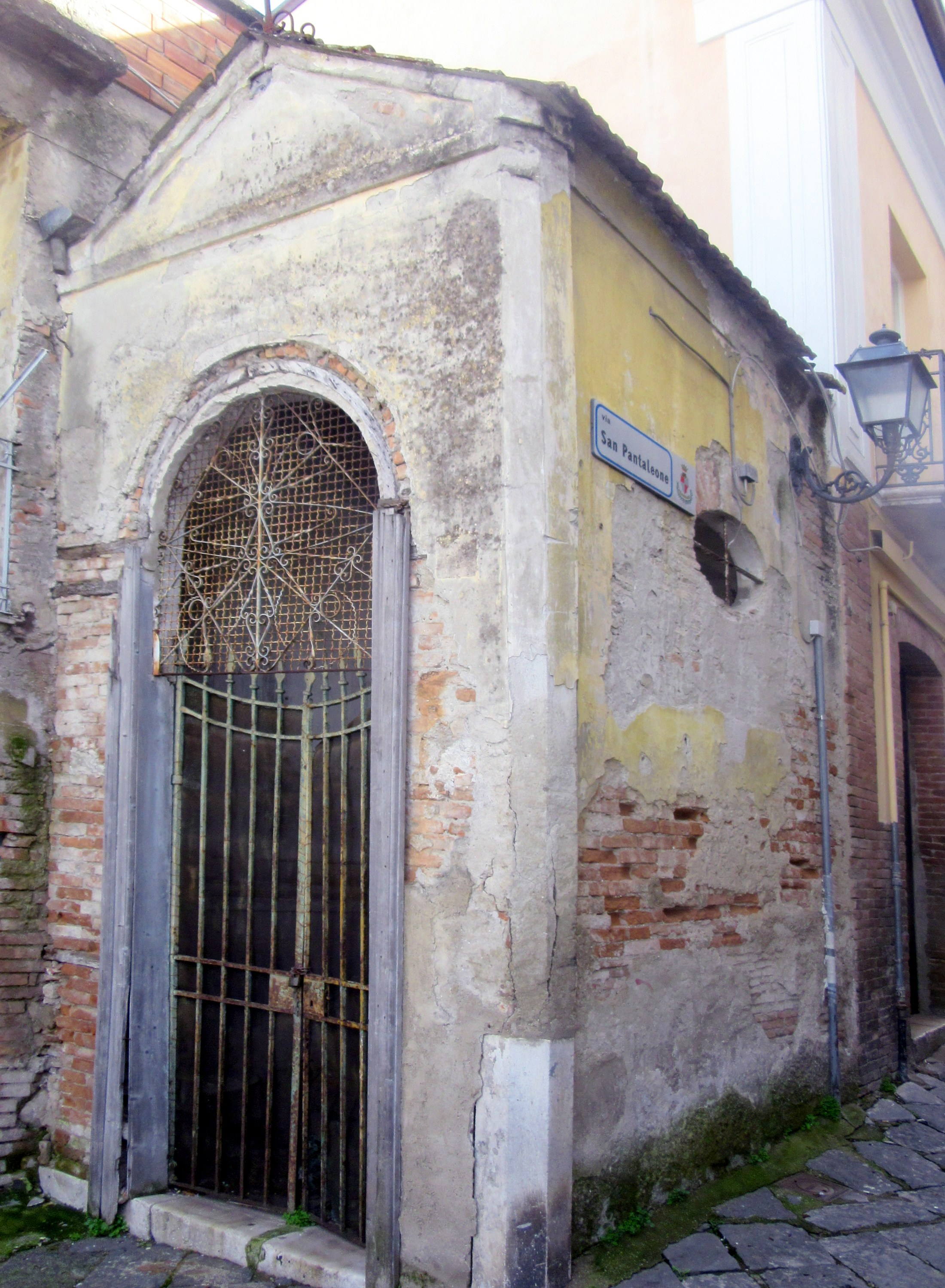
La cappella di San Pantaleone, oggi in rovina

L'area tra Piano di Corte e la Rocca dei Rettori nei secoli dal XII al XVI era abitata da una fiorente comunità di ebrei, esperti tessitori e tintori. Tra Piano di Corte e via Bartolomeo Camerario, nel Vico Santo Stefano, avevano una sinagoga che, nel periodo della più feroce discriminazione ebraica, venne chiamata S. Stefano de Iudecca, o S. Stefano de Plano Curiae e, infine, S. Stefano De Neophitis (cioè i convertiti al cattolicesimo). La comunità venne repressa nel giugno 1519 dal Tribunale d'Inquisizione costituitosi alla Curia di Benevento.
Dalla piazza Piano di Corte partono due antiche strade: via Falcone Beneventano, l'autore del Chronicon della città, e via San Pantaleone, da una minuscola cappella che era lì nei pressi, a lui dedicata. Percorrendola si trova Piazza Arechi II, meglio nota con il vecchio nome di Piazzetta Vari. Qui si trova il Palazzo De Simone, sede del Conservatorio Nicola Sala. Entrambe le piazze sono tra i più frequentati punti di ritrovo per i giovani. Infine, va menzionato l'auditorium, già chiesa di San Nicola, sulla discesa da piazza Piano di Corte al corso Garibaldi.

## Piazza Dogana e zone limitrofe

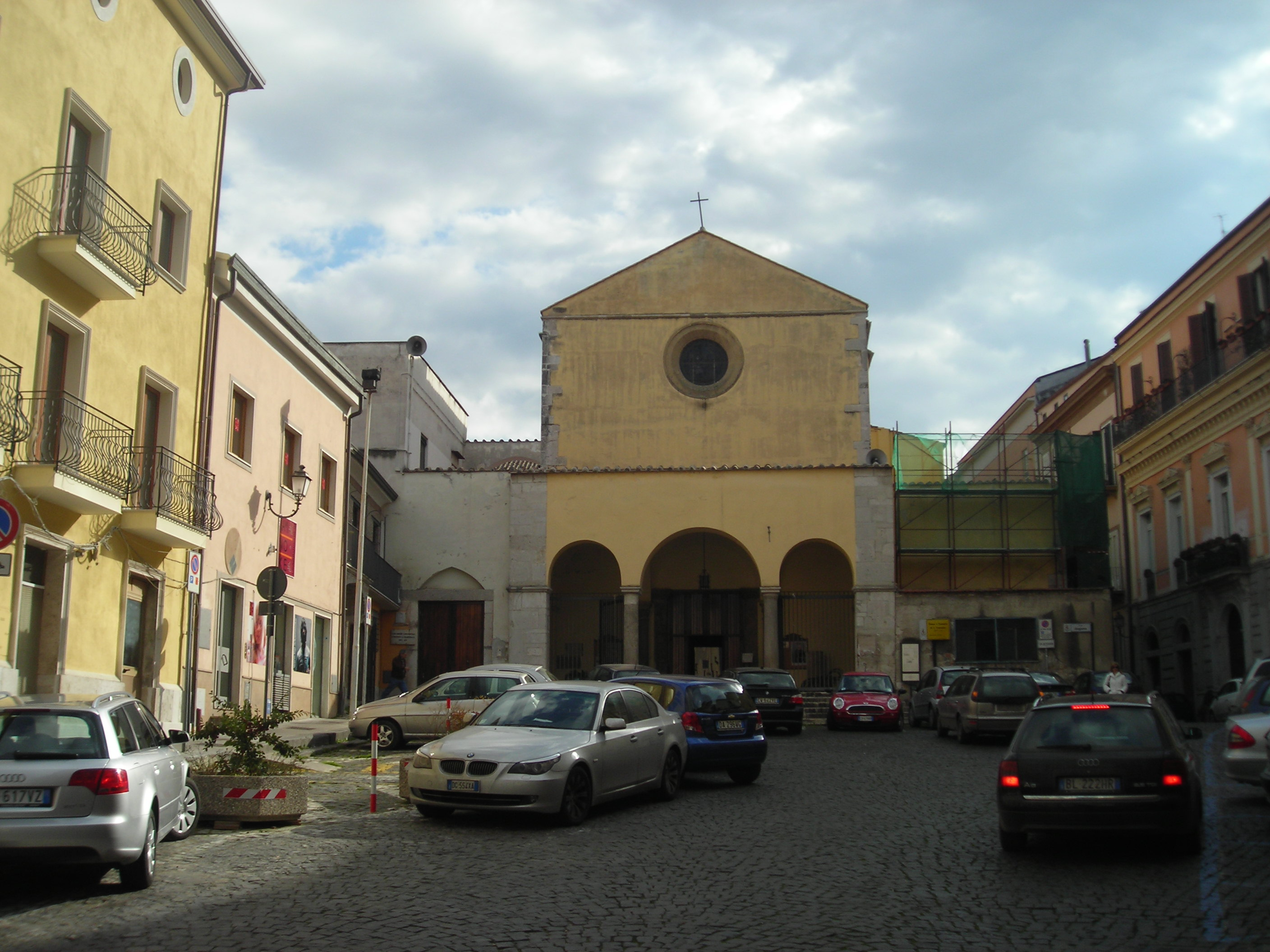
La chiesa di San Francesco in piazza Dogana

Piazza Dogana è uno spiazzo rettangolare che si trova immediatamente a nord-est di piazza Duomo, affacciato sul viale Ennio Goduti. Prende il nome dal fatto che vi sorgeva la Dogana Pontificia, erede di un'analoga istituzione di età romana. Vicino alla piazza, infatti, si trovava un ingresso della città, Porta Rettore. Nella piazza si trova il duecentesco convento di San Francesco.
A partire da tempi remoti, e fino alla costruzione delle odierne infrastrutture, piazza Dogana era sede di un fiorente commercio del grano: alla dogana confluiva, infatti, tutta la produzione delle province di Avellino, Campobasso e Foggia. A questi movimenti partecipò, tra i secoli XII e XVI, una comunità ebraica, ghettizzata nel vico Madonnella (oggi Pietro De Caro, oltre il corso Garibaldi), che a Benevento come in molte altre città, aveva un ruolo rilevante nel commercio e nell'industria. Nel 1753 la dogana fu concessa da papa Benedetto XIV al Comune in appalto perpetuo.
La zona ad ovest di Viale Ennio Goduti, fino al Rione Fravola, è stata totalmente ricostruita dopo i bombardamenti del 1943: vi si trovano alcuni palazzi residenziali, in posizione nettamente sopraelevata rispetto al lungocalore, a nord. L'arteria viaria della zona è il Corso Vittorio Emanuele, aperto a metà Ottocento, che collega piazza Duomo al ponte Vanvitelli.
Ad est di Piazza Dogana, invece, fino a via Traiano, si trova una delle tante reti di vicoli che caratterizzano il centro storico di Benevento. Via Isabella Morra conduce sulla via Francesco Pacca, con un palazzo barocco, sede originaria dell'omonima biblioteca. In fondo alla strada un porticato delimitato da archi medievali conduce nel largo Feoli, altra piazzetta storica. Ancora, via Giovanni de Vita conduce dall'obelisco egizio, passando sotto un arco gotico, in piazza Salvatore Sabariani, intitolata ad un patriota beneventano; qui si trova la chiesa di Santa Teresa. In tutta la zona tra piazza Dogana e l'Arco di Traiano si trovano svariati palazzi nobiliari con bei portoni, in genere barocchi.

## Ponticelli

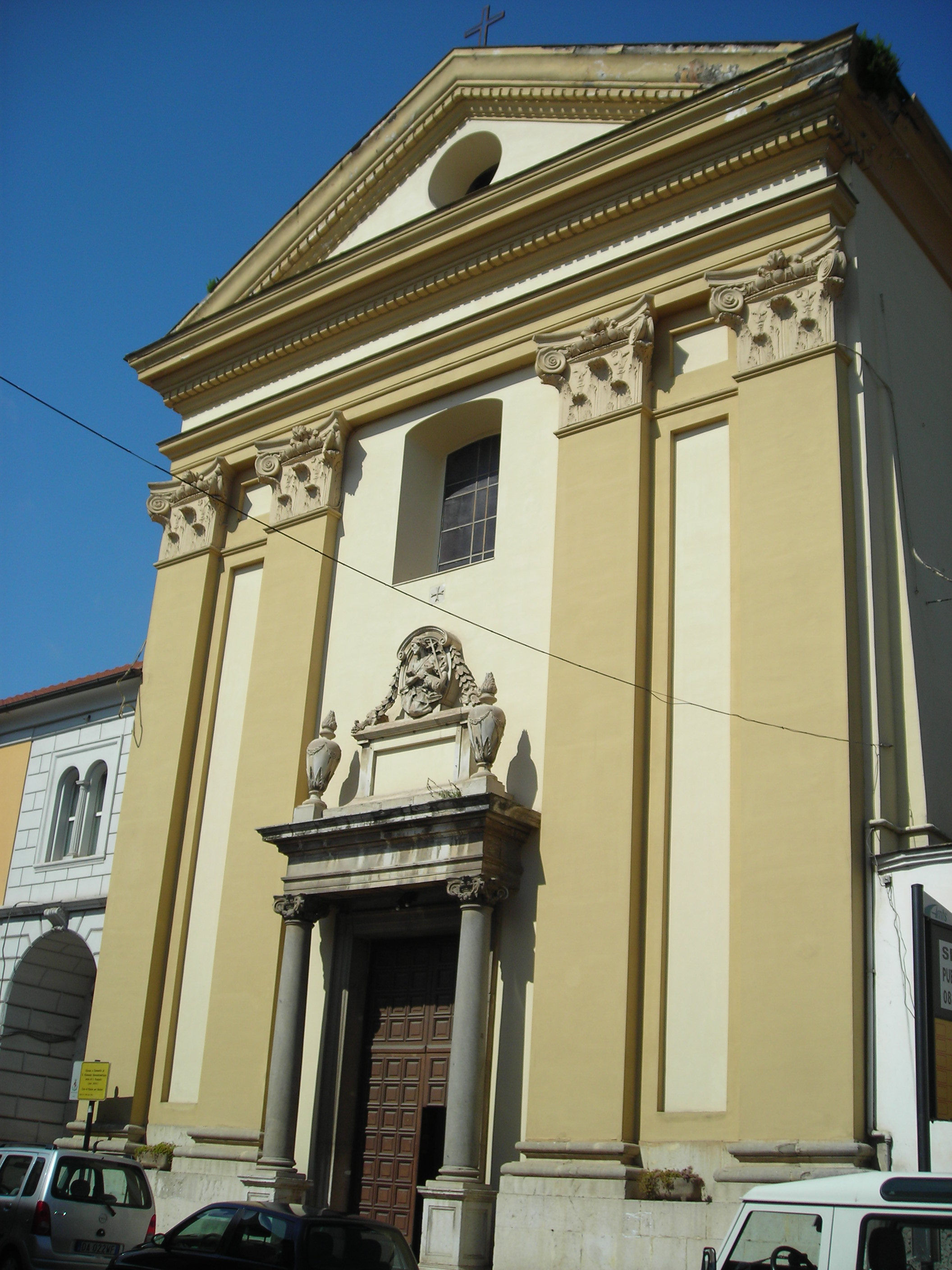
La chiesa di San Pasquale

Il quartiere Ponticelli (Punticiello in dialetto beneventano) si trova nella zona a nord dell'Arco di Traiano; vi si accede tramite via San Pasquale, sulla quale si trovano la chiesa di Sant'Ilario a Port'Aurea e il convento di San Pasquale, e arriva fin quasi sulla riva sinistra del Calore. Qui, sul torrente San Nicola, si trovano i resti del ponte romano ad un'arcata che dà il nome al quartiere, menzionato in molti documenti di età longobarda.
A breve distanza, nella contrada San Chiumento (ossia San Clemente), vi era una chiesa dedicata al santo, ed un convento dei Padri Domenicani, fatto erigere dallo stesso San Domenico quando venne a Benevento nel 1221.  Su una vicina collina, alle cui falde scorre il Calore, sorgeva un'altra chiesa dedicata a San Marco Evangelista, dalla quale prese il nome il pittoresco colle.
Presso questa chiesa, secondo le disposizioni emanate da Carlo D'Angiò da Lucera, due anni dopo la battaglia di Benevento (1266), si sarebbe dovuto costruire anche un monastero, in ringraziamento della riportata vittoria; ma il voto rimase ineseguito. Secondo il Meomartini, su questo colle Manfredi aveva il suo campo, prima di combattere contro D'Angiò.
Scendendo dall'Arco lungo via San Pasquale, si incontra inoltre via Tiengo (alcuni studiosi ne fanno derivare il nome dagli abitanti tintori, di origine fiorentina o comunque toscana), che scende verso il fiume Calore. Qui vi sono i ruderi del ponte romano della Maurella attraverso il quale, a detta di molti storici, passò Manfredi. Sulla destra vi è l'antica e piccola Chiesa di Santa Lucia, nei cui pressi fu scoperto, alla fine del XIX secolo, un vasto sepolcreto cristiano.
Più a valle è stato scoperto un braccio viario medievale che consentiva passare dalla via Latina, o da un'altra che veniva da Isernia, alle vie Egnazia, Traiana ed Appia, evitando di transitare per la città. Il rinvenimento avvenne durante i lavori per la costruzione della ferrovia per Avellino.